# Alf Flinth
Alf Flinth (2 gennaio 1897 – 5 agosto 1982) è stato un calciatore norvegese, di ruolo centrocampista.

## Carriera

### Club
Flinth giocò con la maglia del Kvik Halden.

### Nazionale
Conta 6 presenze per la Norvegia.

## Palmarès

### Club

#### Competizioni nazionali
- Coppa di Norvegia: 1

Kvik Halden: 1918